# ヴィリアミ・マアフ
ヴィリアミ・マアフ（Viliami Maʻafu、1982年3月9日 - ）は、トンガのラグビーユニオン選手。

## プロフィール
- トンガ・ロンゴロンゴ出身[1]。
- ポジションはナンバーエイト(No.8)。
- 身長 186cm、体重 100kg
- トンガ代表キャップは28(2021年12月現在）でラグビーワールドカップ2011・ラグビーワールドカップ2015のトンガ代表に選ばれた[2]。

## 略歴
ノースハーバー、ブルーズを経て、2010年、三菱重工相模原ダイナボアーズに加入。
2012年、三菱重工相模原ダイナボアーズを退団した。